# Barrio Mutual San Martín
Barrio Mutual San Martín es un barrio ubicado en el municipio de Los Nogales, Departamento Tafí Viejo, Provincia de Tucumán, Argentina. Se encuentra al oeste de la Ruta Nacional 9, 3,5 km al norte del acceso a la ciudad de Tafí Viejo. Consiste en un barrio de 300 viviendas de 3 dormitorios, edificado por la Asociación Mutual General San Martín.

## Población
Cuenta con 1,132 habitantes (Indec, 2010), lo que representa un incremento del 9% frente a los 1,034 habitantes (Indec, 2001) del censo anterior.